# Winfried Klepsch
Winfried Klepsch (22 maggio 1956) è un ex lunghista tedesco.

## Palmarès

### Europei indoor
- 1 medaglia:
  - 1 oro (Sindelfingen 1980)